# Полажајник
Полажајник или полаженик, такође и полoжајник, положеник, подлазник, полазник, походник; у неким крајевима и радован), је обредни гост, први посетилац који долази у кућу једном годишње зимских празника, у периоду од Митровдана (26. октобар/8. новембар) до Богојављења или празника Три краља) (6. новембар/19. новембар), како се верује, доноси домаћинству срећу, родност и богатство.
Обред је познат код Словена карпатско-балканског ареала – Украјинаца, Пољака, Словака, Словенаца, Срба, Хрвата и Бугара (рус. полазник, укр. , пољ. , слч. , словен. , буг. (с)полезник, полазник, по(х)ожняк, походняк, полазница).

## Обичаји
Рано на Божић, негде и на Нову годину, у источној Србији и на дан Светог Игњата, у сваку кућу полази одрасли мушкарац, понекад и мушко дете, а у неким крајевима источне Србије положајник може бити и девојка или жена за коју се иначе сматра да је срећна. Положајник долази сам или је унапред одређен зато што се сматра срећним човеком. Већ код своје куће положајник се нарочито припрема. Он тамо не једе, јер ће се ритуално омрсити у кући коју полази, узима нарочито спремљен полазнички колач који ће дати домаћици, вина или ракије за домаћина, нешто металног новца којим ће даривати бадњак или огњиште, и пшенице у рукавици. 
Идући кући коју ће полазити, избегава сусрете, јер не сме никоме честитати док не стигне до одређене куће. Када стигне пред кућу, закорачи преко прага десном ногом, затим, честитајући, проспе пшеницу по кући, а у исти мах неко од укућана, обично домаћица, њега поспе пшеницом или сваковрсним житом. Негде положајник превеси повесмо преко кућних врата, па затим прилази огњишту и гранчицама од бадњака или нарочитим чаркачем (негде ватраљем) који га спремљен чека пред кућом чарка по бадњацима и огњишту, да би што више варнице врцале, и при томе пожели да буде толико оваца, говеда, коња, крмака, кошница, новаца, чељади, среће и напретка колико је варница. Полаженик и помера бадњаке унапред (три пута) ради напретка, па затим меће новац на бадњак или на огњиште.